# LOST (第1シーズン)
テレビドラマシリーズ『LOST』の第1シーズンは、アメリカ合衆国及びカナダで2004年9月22日から2005年5月25日までに計25話が放送された。飛行機が空中分解し、南太平洋上のどこかの島にたどり着いた48人が生き延びるために協力し合い、そして島が普通ではないことに気づいてゆく。
アメリカ合衆国では第1シーズンは水曜日の午後8時に放送された。計25話のレギュラーエピソードの他、第20話と第21話の間の2005年4月27日にスペシャル番組「Lost: The Journey」が放送された。2005年9月6日にブエナ・ビスタ・ホーム・エンターテインメントより7枚組のDVDボックスセット『Lost: The Complete First Season』が発売された。

## スタッフ
第1シーズンはタッチストーン・テレビジョン（現在のABCスタジオ）、バッド・ロボット・プロダクションズ、グラス・ストライク・プロダクションズが製作し、アメリカ合衆国ではABCが放送した。
エグゼクティブ・プロデューサーは企画者のJ・J・エイブラムスとデイモン・リンデロフの他、ブライアン・バーク、ジャック・ベンダー、カールトン・キューズが務め、またジェシー・アレクサンダーとジェフ・ピンクナーがエグゼクティブ・コンサルタントを担当した。
スタッフライターは、エイブラムス、リンデロフ、キューズ、アレクサンダー、ピンクナー、共同エグゼクティブ・プロデューサーのデビッド・フューリー、スーパーバイジング・プロデューサーのハビエル・グリロ＝マルクスアチ、プロデューサーのレオナルド・ディックとエドワード・キッツィスとアダム・ホロウィッツ、共同プロデューサーのジェニファー・M・ジョンソン、ストーリー・エディターのポール・ディニが務めた。
シリーズを通してのレギュラー監督はJ・J・エイブラムス、ジャック・ベンダー、スティーヴン・ウィリアムズ、タッカー・ゲイツ、グレッグ・ヤイタネス、ケヴィン・フックスらが務めた。最初のシーズンのエピソードのいくつかはフリーランスの脚本家たちによって共同執筆された。
音楽はマイケル・ジアッキーノによって作曲された。シーズンのショーランナーはエイブラムス、リンデロフ、キューズが務めた。

## キャスト
第1シーズンでは15人のキャストが主要キャラクターを務めた。ナヴィーン・アンドリュースは元イラク共和国防衛隊のサイード・ジャラー、エミリー・デ・レイヴィンはオーストラリア人妊婦のクレア・リトルトンを演じた。デ・レイヴィンはシーズン後半までは出演したエピソードのみにクレジットされていた。マシュー・フォックスは諸問題を抱えつつ生存者グループのリーダーを務める医師で主人公のジャック・シェパードを演じた。ホルヘ・ガルシアは不幸な宝くじ当選者のヒューゴ・"ハーリー"・レイエスを演じた。マギー・グレイスは元ダンス講師のシャノン・ラザフォードを演じた。ジョシュ・ホロウェイは詐欺師のジェームズ・"ソーヤー"・フォードを演じた。キム・ユンジンは韓国の社長令嬢のサンファ・クォン、ダニエル・デイ・キムはその夫のジンスー・クォンを演じた。エヴァンジェリン・リリーは逃亡者のケイト・オースティンを演じた。ドミニク・モナハンは麻薬中毒の元ロックスターのチャーリー・ペースを演じた。ハロルド・ペリノー・ジュニアは建設業者のマイケル・ドーソン、マルコム・デヴィッド・ケリーはその息子のウォルト・ロイドを演じた。イアン・サマーホルダーは母親のウェディング事業のCEOで、シャノンの義理の兄であるブーン・カーライルを演じた。テリー・オクィンはジョン・ロックを演じた。
この他にはL・スコット・コードウェルがローズ・ヘンダーソン役、ミラ・ファーランがダニエル・ルソー役、キンバリー・ジョセフがシンディ役、フレドリック・レーンがエドワード・マーズ役、ウィリアム・メイポーザーがイーサン・ロム役、ダニエル・ローバックがレスリー・アルツト役、ジョン・テリーがクリスチャン・シェパード役を務めた。シーズン終盤で初登場するアナ・ルシア・コルテス役のミシェル・ロドリゲスは第2シーズンよりレギュラー出演する。

## 評価
第1シーズンはMetacriticで26件の批評家レビューで加重平均値が87/100となった。
パイロット版は1860万人の視聴者を獲得して午後9時（東部標準時）で最高となり、ABCとしては2000年の『Who Wants to Be a Millionaire』以来最高値であったが、翌月に『デスパレートな妻たち』に抜かれた。この強力なオープニングに関してロイターは、番組がラジオスポット、特別上映会、ABC初のビルボード広告キャンペーンなどの恩恵を受けていることを指摘した上で「ヒットドラマ」と評した。4話目が放送された後、ABCはフルシーズンの製作を決定した。第1シーズンはアメリカ合衆国で平均約1760万人の視聴者を獲得した。
プライムタイム・エミー賞では12部門にノミネートされ、ドラマシリーズ部門監督賞（J・J・エイブラムス - 「Pilot」）、 ドラマシリーズ作品賞、作曲賞（マイケル・ジアッキーノ）、ドラマシリーズ作品シングル・カメラ作品編集賞、シリーズ作品特殊視覚効果賞の計6部門で受賞を果たした。テリー・オクィンとナヴィーン・アンドリュースはドラマシリーズ助演男優賞にノミネートされた。「Pilot」のJ・J・エイブラムスとデイモン・リンデロフとジェフリー・リーバー、「運命」のデビッド・フューリーはそれぞれドラマシリーズ脚本賞にノミネートされた。この他にシリーズ作品シングル・カメラ音響賞、シリーズ作品音響編集賞にノミネートされた。またゴールデングローブ賞テレビシリーズ作品賞（ドラマ部門）にもノミネートされた。

## エピソード
| № | #     | タイトル                                                | 監督                       | 脚本 | 特集 キャラクター   | 放送日         | 合衆国 視聴者数 （百万人） |
| --- | ----- | ------------------------------------------------------- | -------------------------- | --- | ------------------- | -------------- | -------------------------- |
| 1 | 1     | "墜落" Pilot (Part 1)"                                  | J・J・エイブラムス         | 原案: ジェフリー・リーバー & J・J・エイブラムス & デイモン・リンデロフ 脚本: J・J・エイブラムス & デイモン・リンデロフ | ジャック            | 2004年9月22日  | 18.65                      |
| シドニー発ロサンゼルス行きのオーシャニック航空815便が乱気流に突入して空中分解、墜落し、48人の生存者が南太平洋上の島に残される。ジャングルからは謎の唸り声が聞こえ、木が倒される。ジャック、ケイト、チャーリーは飛行機の無線機を使って救難信号を送るため、ジャングルにコックピットを探しにゆく。彼らはパイロットを発見するが、彼は飛行機は航路から1千マイル以上を離れて飛んでいたと述べ、救助隊は別の場所を探しているだろうと推測する。さらにその後パイロットは「モンスター」によって殺される。フラッシュバックでは飛行機内でのジャックが描かれる。 |       |                                                         |                            | |                     |                |                            |
| 2 | 2     | "SOS" Pilot (Part 2)"                                   | J・J・エイブラムス         | 原案: ジェフリー・リーバー & J・J・エイブラムス & デイモン・リンデロフ 脚本: J・J・エイブラムス & デイモン・リンデロフ | チャーリー & ケイト | 2004年9月29日  | 17.00                      |
| ケイト、サイード、ソーヤー、チャーリー、シャノン、ブーンは信号をうまく発信できるように高い場所でと移動する。道中彼らはホッキョクグマに襲われるが、ソーヤーが射殺する。到着した彼らは島内からの別の強い信号のために救難信号を出せなかった。シャノンが翻訳したその信号内容は、16年にわたってフランス人女性遭難者が繰り返し流しているものであった。一方ビーチではジャックに治療されていた保安官が目を覚ます。フラッシュバックでは、飛行機で保安官に連行されているケイトとトイレでヘロインを服用するチャーリーが描かれる。 |       |                                                         |                            | |                     |                |                            |
| 3 | 3     | "眠れぬ夜" "Tabula Rasa"                                | ジャック・ベンダー         | デイモン・リンデロフ                                                                                                   | ケイト              | 2004年10月6日  | 16.54                      |
| ジャックはケイトが逃亡者であったことを知る。救難信号を出しに行った組はビーチに戻るが、他の皆を絶望させないために事実を言わないことにする。ソーヤーは苦しみから解放するため、死にかけの保安官を撃つ。しかしながら銃弾は肺に突き刺さって即死させることができず、結局安楽死に反対していたジャックが止めを差す。フラッシュバックではオーストラリアで逮捕されるまでのケイトの農場での生活が描かれる。 |       |                                                         |                            | |                     |                |                            |
| 4 | 4     | "運命" "Walkabout"                                      | ジャック・ベンダー         | デビッド・フューリー                                                                                                   | ロック              | 2004年10月13日 | 18.16                      |
| 遺体を食い荒らすために集まってくるイノシシ対策として、飛行機の残骸ごと火葬することになる。食料が尽きたため、ロックはケイトとマイケルと共にイノシシ狩りに出発する。ロックは途中でモンスターに遭遇するが、このことを誰にも伝えなかった。フラッシュバックではロックは元々車椅子に乗っていたが、飛行機墜落後には脚が治ったことが明かされる。 |       |                                                         |                            | |                     |                |                            |
| 5 | 5     | "責任" "White Rabbit"                                   | ケヴィン・フックス         | クリスチャン・テイラー                                                                                                 | ジャック            | 2004年10月20日 | 16.82                      |
| ブーンは水を管理しようと考え、盗み出すが、皆に糾弾される。一方で睡眠不足のジャックは父と思われる人物を追って森の中へ入り、最終的に洞窟の中で真水を発見する。ジャックはリーダーの役割を務めることを決意する。フラッシュバックでは父クリスチャンの遺体を引き取るためにオーストラリアへ向かうジャックが描かれる。 |       |                                                         |                            | |                     |                |                            |
| 6 | 6     | "閉ざされた心" "House of the Rising Sun"                | マイケル・ジンバーグ       | ハビエル・グリロ＝マルクスアチ                                                                                         | サン                | 2004年10月27日 | 16.83                      |
| 生存者はビーチに留まる組と水のある洞穴へ移る組に別れる。ロックはチャーリーのヘロインをギターと交換する。ジンはマイケルがサンの父の腕時計つけているのを見て襲いかかるが、英語を話さないので2人以外には理由がわからず、ジンは手錠でつながれる。サンはマイケルに自分が英語を話すことができることを明かし、ジンが襲いかかった理由を明かすとマイケルは彼の手錠を壊した。フラッシュバックでは、ジンはサンと結婚する許可を得るため、彼女の父親の下で働かなければならなかったことが明かされる。結婚後のある夜、ジンは義父に命じられた「仕事」により血まみれで帰宅する。その後サンは密かに英語を学び、815便に搭乗する直前に空港を出てジンのもとから逃げる計画を立てるが、結局は考えを改める。 |       |                                                         |                            | |                     |                |                            |
| 7 | 7     | "暗闇の中で" "The Moth"                                 | ジャック・ベンダー         | ジェニファー・ジョンソン & ポール・ディニ                                                                              | チャーリー          | 2004年11月3日  | 18.73                      |
| チャーリーを禁断症状に苦しみ、ロックにヘロインを求める。ロックは3回要求したらドラッグを渡すとチャーリーに言う。チャーリーはジャックが洞窟で生き埋めになると命懸けの行動で救出する。その後チャーリーはロックに3回目の要求をしてヘロインを手にすると、それを焚火の中に入れた。フラッシュバックでは、ロックバンドのドライブ・シャフトを率いるチャーリーとその兄のリアムが描写される。バンドが成功するとリアムはドラッグに手を出すようになり、チャーリーは解散を提案するが、お前には音楽しかないと言われ、そして自身も中毒となる。それから数年後、チャーリーはシドニーに住むリアムを訪ね、カムバックツアーのためドライブ・シャフトの再結成を提案するが、更生したリアムはそれを拒否する。 |       |                                                         |                            | |                     |                |                            |
| 8 | 8     | "手紙" "Confidence Man"                                 | タッカー・ゲイツ           | デイモン・リンデロフ                                                                                                   | ソーヤー            | 2004年11月10日 | 18.44                      |
| シャノンが喘息の発作を起こすとソーヤーが吸入器を持っているのではないかと疑われる。サイードはソーヤーを拷問するが、彼は持っていないことをケイトに明かす。ケイトはソーヤーが常に持っている手紙を読み、そして「ソーヤー」が偽名であると結論づける。ソーヤーは子供の頃に、母親が詐欺師に騙されて父親を殺した上に自殺したため、彼は本物のソーヤーへの復讐を誓い、手紙を書いたのだった。そしてその後自らも詐欺師となってしまい、ソーヤーを名乗るようになったのだった。ソーヤーを拷問してしまったサイードはその自責の念から一時グループを離れ、海岸線沿いに探検に出かける。フラッシュバックでは、詐欺師として活動するソーヤーが描かれる。ソーヤーは夫妻を陥れようとするが、彼らに息子が居るとわかると断念する。 |       |                                                         |                            | |                     |                |                            |
| 9 | 9     | "孤独の人" "Solitary"                                   | グレッグ・ヤイタネス       | デビッド・フューリー                                                                                                   | サイード            | 2004年11月17日 | 17.64                      |
| サイードはケーブルが海からジャングルに続いているのを発見する。それを追いかけると彼は罠に引っかかり、遭難信号を発した女であるダニエル・ルソーによって捕らえられる。ルソーは科学者の調査チームの1人であり、16年前に島に漂流したことをサイードに話す。彼女は仲間たちが「黒い岩」から戻る際に病をうつされ、そしてそれはジャングルで囁く「他のものたち」の仕業であると言う。サイードは逃げ出し、キャンプに戻る道中で彼女が話していた囁きを聞く。フラッシュバックでは、サイードがナディアという名の囚人を拷問する任務を課せられている。彼女はサイードの幼なじみであった。サイードの上司はナディアの処刑を命じるが、彼は彼女の脱走を助ける。 |       |                                                         |                            | |                     |                |                            |
| 10 | 10    | "予言" "Raised by Another"                              | マリタ・グラビアク         | リン・E・リット | クレア              | 2004年12月1日  | 17.15                      |
| クレアは二晩連続で叫んで目覚め、誰かが自分を押さえて腹を刺したと主張する。この事件をきっかけにハーリーは生存者から聞き込みをして名簿を作り始める。その後、負傷したサイードが戻り、ルソーについて、そして島に他のものたちが居ることを話し、さらにハーリーの調査でイーサンが乗客名簿に載っていないことが発覚する。フラッシュバックでは、妊娠が発覚した直後のクレアが描かれる。妊娠を受け入れられないボーイフレンドのトーマスは彼女と別れる。クレアは霊能者のマルキンに会いに行き、赤ん坊には大きな危険が囲んでおり、彼女の以外の者が育ててはいけないと警告する。無視したクレアは養子縁組を進めようとするが、拒否し、もう一度マルキンに会うと今度はロサンゼルスの夫婦へ養子に出すように勧め、815便のチケットを渡す。 |       |                                                         |                            | |                     |                |                            |
| 11 | 11    | "見えない足跡" "All the Best Cowboys Have Daddy Issues" | スティーヴン・ウィリアムズ | ハビエル・グリロ＝マルクスアチ                                                                                         | ジャック            | 2004年12月8日  | 18.88                      |
| クレアとチャーリーがイーサンに連れ去られた後、ジャックとケイト、ロックとブーンの2組は捜索に出発する。ジャックはイーサンに遭遇し、追跡を止めなければ人質2人のうち1人を殺すと警告される。ジャックとケイトは目隠しをされて木に首を吊るされたチャーリーを発見する。ジャックのCPR処置により、チャーリーは息を吹き返す。一方、ブーンとロックは森で地面に埋まっている謎の金属を発見する。フラッシュバックでは、ジャックは父クリスチャンが酒に酔った状態で手術を行っていたことを上司に報告する。 |       |                                                         |                            | |                     |                |                            |
| 12 | 12    | "ケースの中の過去" "Whatever the Case May Be"           | ジャック・ベンダー         | デイモン・リンデロフ & ジェニファー・ジョンソン                                                                        | ケイト              | 2005年1月5日   | 21.59                      |
| 湖を泳いでいる最中、ケイトは鍵がかかった保安官のケースを発見する。ジャックはケースの中身を見せるなら開けるのを手伝うと言う。ケースの中身は拳銃とおもちゃの飛行機だった。ケイトはその飛行機は自分が愛して殺した男のものだと言う。シャノンはダニエル・ルソーの地図を翻訳しようとするサイードを手伝う。フラッシュバックでは、ケイトがおもちゃの飛行機を手に入れるために銀行強盗を仕組んだことが明かされる。 |       |                                                         |                            | |                     |                |                            |
| 13 | 13    | "絆" "Hearts and Minds"                                 | ロッド・ホルコム           | カールトン・キューズ & ハビエル・グリロ＝マルクスアチ                                                                  | シャノン & ブーン   | 2005年1月12日  | 20.81                      |
| 地図の解読の件により、シャノンはサイードと仲良くなる。ロックとブーンは先日発見したハッチへの侵入を考える。ブーンはシャノンにハッチのことを話したいと言うと、ロックは彼に幻覚を見せる薬を塗りつけ、縛り付ける。ブーンはシャノンが死ぬ幻覚を見て、結果彼女への思いから解放される。フラッシュバックでは、ブーンはシャノンが恋人から暴力を受けていると言われ、シドニーへ行って金を払って別れさせようとするが、それは彼女の嘘であるとわかる。その後ブーンはシャノンから義理の妹である自分を愛していると指摘され、彼女と寝る。 |       |                                                         |                            | |                     |                |                            |
| 14 | 14    | "運命の子" "Special"                                    | グレッグ・ヤイタネス       | デビッド・フューリー                                                                                                   | マイケル & ウォルト | 2005年1月19日  | 19.69                      |
| 苛立つマイケルはロックからナイフ投げを教わるウォルトを注意し、飛行機の残骸を使っていかだを作る手伝いをさせようとするが、読んでいたコミックを燃やされたウォルトはどこかへ行ってしまう。マイケルとロックはジャングルの中へウォルトを探しに行き、シロクマに襲われているところを発見する。マイケルは命懸けでウォルトを救出し、2人は和解する。その晩、ロックとブーンはジャングルから現れたクレアを発見するフラッシュバックでは、ウォルトが生後数ヶ月の頃にマイケルと別れたスーザンの仕事の都合でアムステルダムに行く。ウォルトが2歳の時に彼女は同僚のブライアンと結婚し、マイケルはウォルトと会うことを禁止される。数年後、スーザンが亡くなるとブライアンは「普通じゃない」という理由でウォルトをマイケルに引き渡す。 |       |                                                         |                            | |                     |                |                            |
| 15 | 15    | "守るべきもの" "Homecoming"                             | ケヴィン・フックス         | デイモン・リンデロフ                                                                                                   | チャーリー          | 2005年2月9日   | 19.48                      |
| クレアは生存者のグループに戻ってきたが、墜落以降の記憶を全て失っていた。チャーリーはジャングルでイーサンに会い、クレアを返さなければ他の生存者を1人ずつ殺すと脅す。グループは防衛対策をするが、スコットが殺害されてしまう。ジャックはケイト、ロック、サイード、ソーヤーと共に銃で武装し、クレアを囮にしてイーサンを捕らえる。計画ではイーサンは生きたたま捕らえて情報を引き出すはずだったが、ジャックが落とした銃を拾ったチャーリーによって射殺される。フラッシュバックでは、チャーリーはルーシーという裕福な女に近づき、彼女の家から高価な品を盗んでドラッグ代にしようとする。計画を進めるうちにチャーリーはルーシーの父の会社で真面目に働くことを決意する。だが最初の仕事の最中に嘔吐し、結局彼女と別れることになる。 |       |                                                         |                            | |                     |                |                            |
| 16 | 16    | "最期の言葉" "Outlaws"                                  | ジャック・ベンダー         | ドリュー・ゴダード | ソーヤー            | 2005年2月16日  | 17.87                      |
| ソーヤーは両親が死んだ時のことを夢で見る。その晩ソーヤーはテントをイノシシを奪われたためにケイトと共にジャングルに入る。彼らはお互いに殺人の経験があることを告白する。ソーヤーはイノシシを見つけるが結局殺さないで去る。ソーヤーは銃をジャックに返却する。フラッシュバックでは、ソーヤーはヒップスという男からの情報を基に、オーストラリアで自分の人生を台無しにした本物の「ソーヤー」であると思われる人物を殺しに行く。寸前の所で躊躇したソーヤーだったが、バーで飲んでいると医者を辞めた後のクリスチャン・シェパードと出会い、自分のように弱くなりたくなければ決行すべきだと言われる。ソーヤーは戻って男を撃つが、彼はヒップスが貸した金を返さなかったという別人であり、ソーヤーは騙されていたことに気づく。 |       |                                                         |                            | |                     |                |                            |
| 17 | 17    | "沈黙の陰" "...In Translation"                          | タッカー・ゲイツ           | ハビエル・グリロ＝マルクスアチ & レオナルド・ディック                                                                  | ジン                | 2005年2月23日  | 19.49                      |
| マイケルは組み立て中のいかだの材料と引換えに、4つの席のうち1つをソーヤーに約束し、作業を進める。夜、突如いかだが炎上し、マイケルやソーヤーはその朝マイケルと揉め事を起こしたジンがの仕業であると決め付ける。翌朝、マイケルとジンは争うが、サンが止めに入り、彼はいかだを燃やしていないと言う。ジンを含む誰もが彼女が英語を話せることに驚く。ロックは仲間同士争わずに他のものたちに備えるように警告する。マイケルは船が無くなったことを認め、新しいものを作ることにする。サンはジンにやり直せないのかと尋ねるが、彼はもう遅すぎると答える。一方でサイードと親密な間柄となったシャノンは人生をやり直すと言う。洞窟からビーチへと戻ったジンは、マイケルのいかだ作りを手伝い始める。ウォルトは島が好きなのでいかだを燃やしたことをるロックに告白する。フラッシュバックでは、サンと結婚した後にジンは彼女の父の特別アシスタントとなり、暴力的な仕事を命じられる。ジンとサンの心は次第に離れてゆくが、実父に言われてジンは815便でシドニーからロサンゼルスに渡った後、そのままサンと共にアメリカで新しい生活を始めることを計画する。 |       |                                                         |                            | |                     |                |                            |
| 18 | 18    | "数字" "Numbers"                                        | ダニエル・アティアス       | ブレント・フレッチャー & デビッド・フューリー                                                                          | ハーリー            | 2005年3月2日   | 18.85                      |
| ハーリーはサイードが持ち帰ったルソーの書類に彼が宝くじを当てた時と同じ数字「4、8、15、16、23、42」が繰り返し書かれていることに気づく。ハーリーは捜索の末、ルソーと出会う。ルソーは科学調査船上でこの数字を受信し、それを調べるために航路を変えた末にこの島に漂着したのだった。ハーリーは自分と同じく呪われた数字に苦しむ者に出会ったことで安堵する。ロックとブーンが発見したハッチにも同じ数字が刻まれている。フラッシュバックでは、ハーリーは宝くじを当てるが、その後数週間にわたって彼の周囲の人々に次々と不運が訪れる。ハーリーは不幸の原因は当選番号にあると考え、以前入っていた施設でその数字を繰り返し呟いていたレナードを訪ねる。レナードはその数字はオーストラリアのサム・トゥーミーという人物から聞いたと言う。ハーリーはオーストラリアに行ってサムの家を訪ねるが、既に亡くなっていた。サムの妻によると彼は16年前の軍在籍のときに無線で数字を聞き、それを使ってギャンブルで大金を得るが、その後彼も同じように周囲に不幸が訪れた末に自殺した。                                                                        |       |                                                         |                            | |                     |                |                            |
| 19 | 19    | "啓示" "Deus Ex Machina"                                | ロバート・マンデル         | カールトン・キューズ & デイモン・リンデロフ                                                                            | ロック              | 2005年3月30日  | 17.75                      |
| ロックはハッチを開ける作業の際に足を負傷するが、感覚が無いことに気づく。ロックとブーンは、崖の端に墜落したプロペラ機を発見する。ブーンは飛行機の無線機を使い、「こちらはオーシャニック航空815便の生存者だ」と救難信号を発信するのだが、返ってきたのは同じくこちらはオーシャニック航空815便の生存者だ」という声であった。その直後に飛行機は崖から落下し、ロックは負傷したブーンを運ぶ。洞窟に戻ったロックはジャックにブーンの怪我の原因については嘘を教え、ジャングルへと消える。ハッチの上でロックが苦悩し、叫ぶと、突如その内側に明かりが灯る。フラッシュバックでは、おもちゃ屋で働くロックのもとにこれまで会った事がなかった実母が現れる。気になったロックは彼女を調べ上げた末、実父のもとへたどり着く。再会したジョンは父を尊敬し、病気の彼に腎臓を提供をする。手術後目が覚めると父は既に退院しており、そしてロックの前に母が現れ、全ては彼に腎臓を提供させるために父が仕組んだことだと明かす。 |       |                                                         |                            | |                     |                |                            |
| 20 | 20    | "約束" "Do No Harm"                                     | スティーヴン・ウィリアムズ | ジャネット・タマロ | ジャック            | 2005年4月6日   | 17.12                      |
| 意識が朦朧とする中、ブーンはプロペラ機が落ちた際に怪我をしたこと、ハッチを発見したこと、そのことを黙っておくようにロックに言われたことをジャックに伝えた。シャノンとサイードは浜辺でデートをする。懸命に措置を施すジャックであったが、死を悟ったブーンは必ず助けるという「約束」を守らなくてよいとジャックに伝え、息を引き取る。一方でジャングルではクレアがケイトの助けを得て赤ん坊を出産する。翌朝、ジャックはサイードと共にビーチに戻ったシャノンに訃報を伝える。ブーンの死の原因はロックにあると考えたジャックは彼を探しに出かけるフラッシュバックでは、ジャックは結婚式を控えている。結婚相手のサラはかつて交通事故で負傷し、ジャックの手術により回復した。結婚を前にして気持ちが揺れるジャックの前に父クリスチャンが到着すると、彼は「約束」がジャックを動かす力であり、そのために諦めることができない性分だと指摘する。 |       |                                                         |                            | |                     |                |                            |
| 21 | 21    | "悲しみの記憶" "The Greater Good"                       | デヴィッド・グロスマン     | レオナルド・ディック                                                                                                   | サイード            | 2005年5月4日   | 17.20                      |
| ロックはブーンの葬儀に到着し、ジャックに襲いかかられる。シャノンは眠っているジャックからケースの鍵を奪い、ジャングルでロックに銃を向ける。シャノンは発砲するが、サイードが飛びかかり、弾丸がロックの頭をかすめる。サイードはロックにハッチの場所を教えるように要求する。フラッシュバックでは、オーストラリア訪問中のサイードがCIAとASISによって連行され、彼の旧友のイーサムが所属するテロ組織への潜入捜査を依頼される。サイードはナディアの居場所の情報と引換えに依頼を引き受けるが、イーサムは彼の裏切りを知ると自殺する。サイードはナディアの居場所がカリフォルニア州だと教えられるが、イーサムの遺体を引き取るため、出発を1日遅らせる。 |       |                                                         |                            | |                     |                |                            |
| 22 | 22    | "タイムカプセル" "Born to Run"                          | タッカー・ゲイツ           | 原案: ハビエル・グリロ＝マルクスアチ 脚本: エドワード・キッツィス & アダム・ホロウィッツ                               | ケイト              | 2005年5月11日  | 17.10                      |
| ジャックはサイードとロックによってハッチを見せられると、これを開けるべきだと主張する。ロックは今までにハッチのことを話していないはずのウォルトから開けてはならないと警告される。ビーチではいかだに乗りたがるケイトがソーヤーの席を奪うと脅す。マイケルは水に毒を盛られて腹痛に襲われ、ソーヤーの仕業だと考えた彼はいかだに乗せないと言う。怒ったソーヤーはケイトが墜落前は逃亡犯だったことを皆に暴露する。その夜、ウォルトは最初のいかだを燃やしたのは自分であるとマイケルに告白する。マイケルは島に残ってもいいと言うが、ウォルトは去るべきだと主張する。ジャックはジンを出航させたくないサンが毒を盛り、それを誤ってマイケルが飲んでしまったということに気づく。だがそのアイデアの発案者はケイトであった。フラッシュバックでは、母がガンであると知り故郷に戻ったケイトが医者で元恋人のトム・ブレナンと再会する。ケイトとトムはタイムカプセルを掘り起こし、玩具の飛行機を回収する。トムの助けによりケイトは母との再会を果たすが、彼女を見た母は助けてと叫び出す。ケイトは逃げ出すが、その際にトムが死亡する。                |       |                                                         |                            | |                     |                |                            |
| 23 | 23    | "迫りくる脅威" "Exodus (Part 1)"                        | ジャック・ベンダー         | デイモン・リンデロフ & カールトン・キューズ                                                                            | 多数                | 2005年5月18日  | 18.62                      |
| ビーチにルソーが現れ、生存者たちに他のものたちの襲来を警告する。彼女は16年前に島にやって来て、仲間が死んだ後に娘のアレックスを出産するが、黒い煙がのぼった直後に彼女は他のものたちに誘拐されてしまった。そして全員でいかだの作業を進めていると黒い煙が見える。ジャック、ロック、サイード、ハーリーはルソーにハッチを見せ、開けるためにダイナマイトを要求する。ルソーはダイナマイトは「暗黒地帯」にある「黒い岩」にあると言う。ジャック、ロック、ケイト、ハーリー、アルツト、ルソーはジャングルを進み、島の中に捨てられた船「ブラック・ロック号」に到着する。ウォルトはいかだに乗る前に犬のヴィンセントをシャノンに渡す。サンはジンに簡単な英語の発音を書いたメモを渡し、2人は和解する。チャーリーは皆からメッセージを集めてボトルに入れていかだに乗せる。そしてマイケル、ウォルト、ソーヤー、ジンは出航し、帆を張る。フラッシュバックでは、生存者たちの飛行機に乗る前の最後の数時間が描かれる。 |       |                                                         |                            | |                     |                |                            |
| 24–25 | 24–25 | "暗黒地帯 / 漆黒の闇" "Exodus (Part 2)"                 | ジャック・ベンダー         | デイモン・リンデロフ & カールトン・キューズ                                                                            | 多数                | 2005年5月25日  | 20.71                      |
| ルソーは一同を置いて去り、アルツトはダイナマイトの処理中に爆死する。彼らはハッチに戻る最中に黒煙のモンスターに遭遇する。ビーチに戻ったルソーはクレアからアーロンと名付けた赤ん坊を奪い去る。サイードはルソーはかつて奪われた自分の子供とクレアの赤ん坊を他のものたちと交換するのではないかと推測し、チャーリーと共に黒い煙の方へ走った。2人は道中でブーンが死んだ飛行機の所を通りかかり、チャーリーは積荷のヘロインを拾う。サイードとチャーリーは黒煙がのぼるビーチに到着するが他のものたちは居らず、焚き火とルソーとアーロンだけであった。ルソーはアーロンを返し、そして他のものたちは「男の子」を連れ去ると言っていたことを2人に伝える。いかだの面々は船に遭遇する。だが船の乗組員たちはウォルトを渡せと言い出し、ソーヤーを撃ち、そしていかだを爆破してその場を去った。一方、ジャック、ケイト、ロック、ハーリーはハッチを開ける。フラッシュバックでは前回に引き続いて搭乗直前の生存者たちが描かれる。 |       |                                                         |                            | |                     |                |                            |

## ホームメディア発売
『Lost: The Complete First Season』の7枚組リージョン1DVDボックスは第2シーズン放送の2週間前の2005年9月6日に発売された。全エピソードの他、コメンタリー、メイキング、削除されたシーン、削除されたフラッシュバックでシナリオ、NG
シーンなどが特典として収録された。2009年6月16日にはBlu-ray版が発売された。日本版は13枚組である。
| Lost: The Complete First Season |                |              |                |               |               |
| 発売日                          |                |              |                |               |               |
| アメリカ合衆国 カナダ           | オーストラリア | 日本         | イギリス       | イギリス      | イギリス      |
| アメリカ合衆国 カナダ           | オーストラリア | 日本         | Part 1         | Part 2        | コンプリート  |
| 2005年9月6日                    | 2005年11月30日 | 2006年8月2日 | 2005年10月31日 | 2006年1月16日 | 2006年1月16日 |